# 三郷料金所
三郷料金所（みさとりょうきんじょ）は、埼玉県三郷市にある常磐自動車道の本線料金所である。

## 概要
下り線は通行券を受け取り、上り線は常磐道の通行料金を精算する。上下線のブース手前には、速度抑制効果を狙って三三七拍子のリズムを刻むように舗装されている。
また、2008年（平成20年）12月19日から、日本で初めてとなる本線料金所に直結するスマートICが設置され、社会実験が行われていたが、2009年（平成21年）4月1日より正式に運用開始している。
本料金所およびスマートICは吉川市との境界付近にあり、敷地の一部が吉川市にかかっている。

## 料金所施設
- ブース数：20

### 柏・つくば・水戸・いわき・仙台方面
- ブース数：7
  - ETC専用：4
  - ETC/一般：1
  - 一般：2

### 三郷・松戸・大泉・首都高方面
- ブース数：13
  - ETC専用：4
  - 一般：9

（ただし最右側2〜3ブースに建物あり）

## 三郷料金所スマートIC
三郷料金所スマートインターチェンジ（みさとりょうきんじょスマートインターチェンジ）は、常磐自動車道三郷料金所内に併設されているスマートインターチェンジである。
- 運用時間：24時間[2]
- 対応車種：ETC車載器搭載の全車種
- 利用可能方向：全方向[3]

### 歴史
- 2008年（平成20年）12月19日：当スマートICの社会実験が開始される[1]。
- 2009年（平成21年）4月1日：当スマートICの本格運用が開始される[2]。
- 2020年（令和2年）
  - 4月24日：当スマートICの利用車種制限をなくし、ETC車載器を搭載した全車種が利用可能になる[4]。
  - 10月23日：当スマートICのフル化（下り出口、上り入口を新設）が新規事業化[5]。
- 2025年（令和7年）3月22日：下り線出口、上り線入口が供用開始[3]。

### 接続する道路
- 直接接続
  - E6 常磐自動車道 (1-1番)
  - 埼玉県道52号越谷流山線

## 隣
E6 常磐自動車道
(1)三郷JCT/IC - (1-1)三郷TB/SIC - (1-2)流山IC
トンネル（地下道）が連続するため、下り線（水戸・いわき方面）はここから柏IC付近まで、最高速度が80 km/h（通常時）に制限されている。